# Az új karate kölyök
Az új karate kölyök  (eredeti cím: The Next Karate Kid) 1994-ben bemutatott amerikai harcművészeti filmdráma, a Karate kölyök filmek negyedik része.
A korábbi részekkel ellentétben a rendező ezúttal Christopher Cain volt, míg a forgatókönyvírói feladatkört Mark W. Lee vállalta el. Jerry Weintraub producer és Bill Conti zeneszerző ismét közreműködött a film elkészítésében. A főbb szerepekben Pat Morita és Hilary Swank látható, a korábbi filmek címszereplőjét alakító Ralph Macchio már nem tért vissza ebbe a folytatásba.
A Karate kölyök negyedik része a jegypénztáraknál és a kritikusok körében is megbukott, a bevételi adatok messze alulmúlták az első három rész által termelt összegeket. A film elkészítésének feleslegességét kihangsúlyozó, lesújtó kritikai vélemények ellenére Swank alakítását dicsérték a kritikusok.
A filmet 2010-ben egy hasonló című, de kungfu témájú reboot követte, Jackie Chan és Jaden Smith főszereplésével. Az eredeti Karate kölyök-filmsorozat történetét a 2018-ban indult Cobra Kai című websorozat folytatja, számos szereplőt visszahozva az első három filmből.

## Cselekmény
Mr. Miyagi Bostonba utazik egy második világháborús japán-amerikai katonai megemlékezésre, illetve kitüntetésre. Találkozik Louisa Pierce-szel, egykori parancsnoka özvegyével és annak tizenéves unokájával, Julie-vel. Julie szülei autóbalesetben vesztették életüket, a lány emiatt dühkezelési problémákkal küszködik. Viselkedésével nagyanyját és osztálytársait is eltaszította magától, egyetlen társa egy Angyal nevű, sérült sólyom, melyet éjszakánként az iskolába belopózva ápol.
Miyagi Los Angelesbe küldi Louisát, ahol Miyagi otthonában megszállva és a kertet ápolva az asszony kipihenheti magát, míg Julie felügyeletét Miyagi vállalja el Bostonban. Az iskolában a lány összebarátkozik a biztonsági őr Eric McGowennel, aki próbál bekerülni a kétes üzelmeket folytató, Alpha Elite nevű iskolai biztonság-felügyeleti közösségbe. A tagokat az intézmény szabályzatának (gyakran fizikai erőszakkal történő) betartatására képzik ki, vezetőjük a magát ezredesnek nevező, kegyetlen Dugan. Legtehetségesebb és egyben legagresszívebb tanítványa, Ned folyamatosan próbálkozik Julie elcsábításával. Eric tudomást szerez Angyalról és megígéri, hogy gondoskodik róla, amíg Julie Miyagival lakik.
Julie-ról kiderül, hogy gyermekkorában apja karatézni tanította, az ő édesapja, Julie nagyapja tanításai nyomán (aki történetesen Miyagi tanítványa volt). Egy újabb iskolai betörés közben az Alpha Elite tagjai rajtaütnek, ám a lány el tud menekülni – azonban a rendőrség letartóztatja és Dugan két hét iskolai felfüggesztésre ítéli. Ezt az időt kihasználva Miyagi elviszi őt egy buddhista kolostorba, ahol nem csupán karatéra, de dühkitörései kezelésére, valamint az egyensúly és a mások iránt tanúsított tisztelet fontosságára is megtanítja. Julie a szerzetesekkel is szoros barátságba kerül.
Az iskolába visszatérve Julie felfedezi, hogy Angyal immár képes repülni, ezért Miyagi segítségével szabadon engedi a madarat. Az iskolai bál előtt Miyagi megtanítja táncolni a lányt és egy új báli ruhával is meglepi. Eric hazakíséri és megcsókolja Julie-t. Ned követi őket és egy baseballütővel betöri Eric autójának ablakát. Párviadalra hívja Ericet a dokkokhoz, ahol az Alpha Elite tagjai és Dugan már várja őket. A fiút összeverik és autóját is felgyújtják, de Julie és Miyagi idejében a helyszínre ér. Julie kihívja Nedet egy verekedésre és – ellenfele sorozatos piszkos húzásai ellenére – legyőzi őt. Miután a többi csapattag nem hajlandó folytatni a harcot, Miyagi kihívja az Alpha Elite tagjait szidalmazó Dugant és könnyedén győzelmet arat felette. Vezetőjükben csalódva a tagok faképnél hagyják az ezredest.

## Szereplők

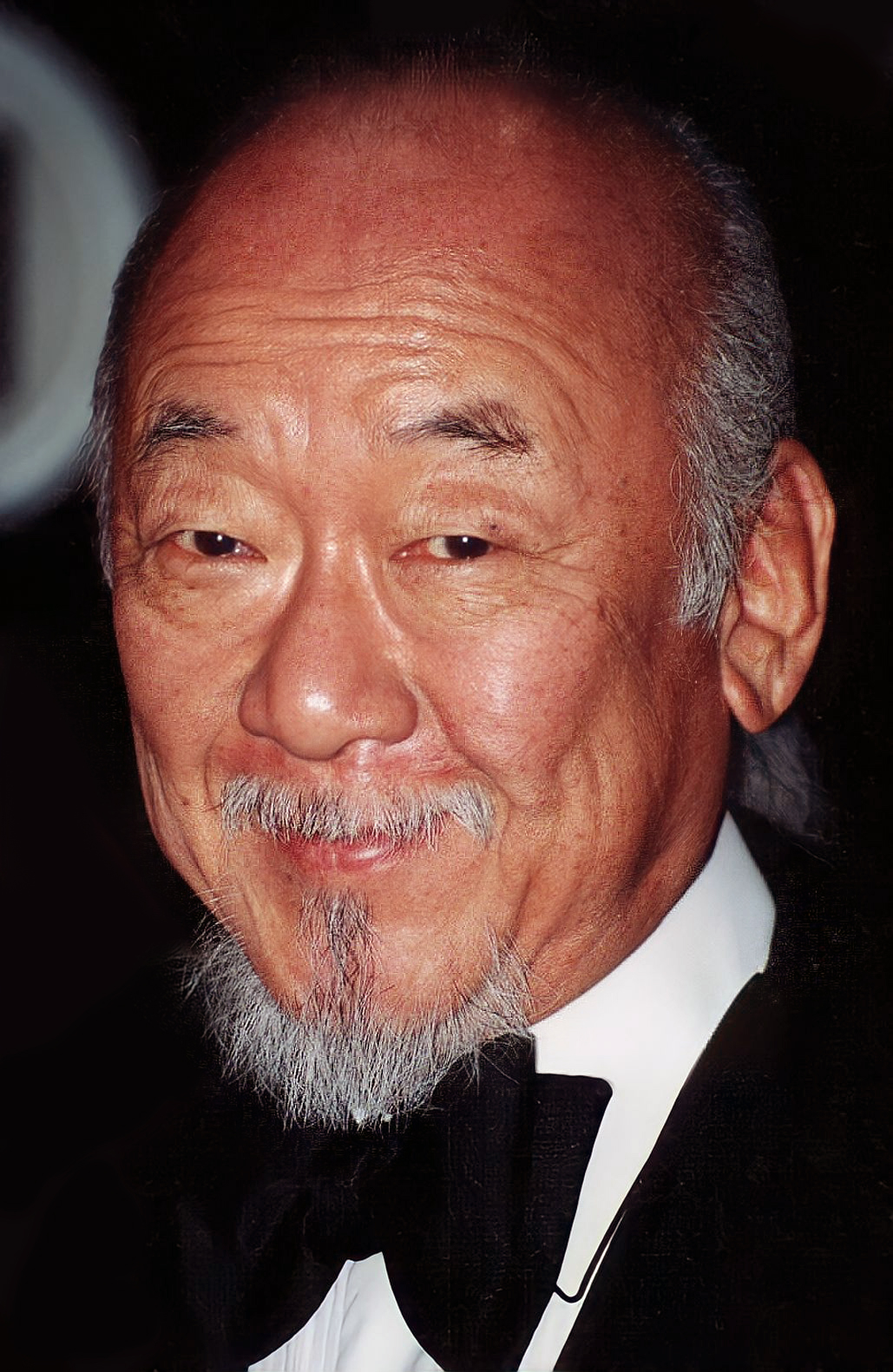
Pat Morita a negyedik, egyben utolsó alkalommal játszotta el Miyagi szerepét a filmvásznon.

| Színész                  | Szerep                         | Magyar hang         |
| ------------------------ | ------------------------------ | ------------------- |
| Noriyuki "Pat" Morita    | Mr. Miyagi                     | Versényi László     |
| Hilary Swank             | Julie Pierce                   | Somlai Edina        |
| Michael Ironside         | Paul Dugan ezredes             | Uri István          |
| Constance Towers         | Louisa Pierce                  | Kassai Ilona        |
| Chris Conrad             | Eric McGowen                   | Boros Zoltán        |
| Michael Cavalieri        | Ned Randall                    | Galambos Péter      |
| Walton Goggins           | Charlie                        |                     |
| Frank Welker             | Angyal, a sólyom (állathangok) | N/A                 |
| Arsenio 'Sonny' Trinidad | apát                           | Juhász Tóth Frigyes |

## Fogadtatás

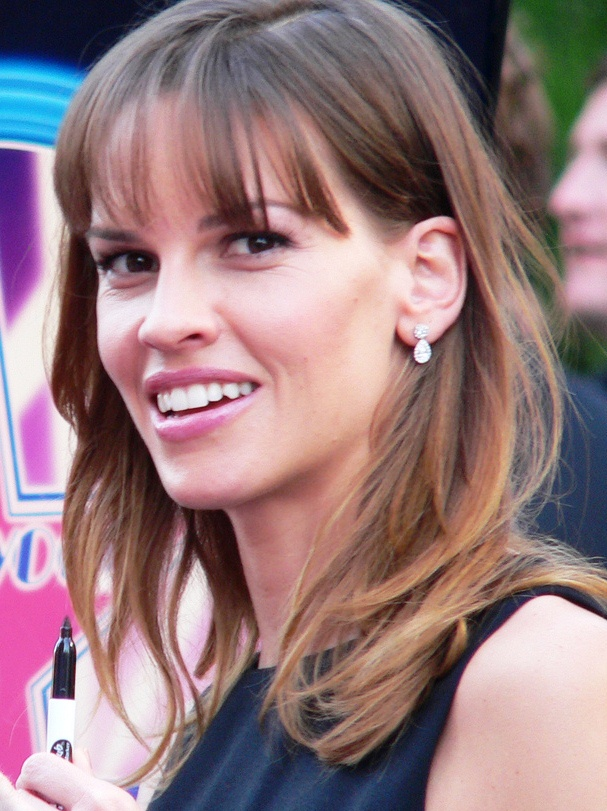
Bár a film kritikai szempontból is megbukott, a fiatal Hilary Swank alakítását méltatták a kritikusok.

### Bevételi adatok
Anyagi szempontból a negyedik rész bizonyult a filmes sorozat legkevésbé sikeres részének. A nyitó hétvégén 2 620 484 dolláros bevételt hozott, majd az Amerikai Egyesült Államokban összesen 8 914 777 dollárt termelt. Kiegészítve a többi országban elért 6 912 207	dollárral, a film összbevétele 15 826 984 dollár lett.

### Kritikai visszhang
Az új karate kölyök kritikai fogadtatása lesújtó volt. Ennek ellenére Swank alakítását kiemelték a kritikusok és a filmet a számára áttörést hozó műnek tartják. A Rotten Tomatoes weboldalon a film 27 kritika alapján 7%-on áll. Az oldal kritikai összegzése alapján a film „említésre méltó abból a szempontból, hogy a nézők láthatják az Oscar-győzelmek előtti Hilary Swanket, de Pat Morita szokásos, erős alakításától eltekintve ez a felesleges, negyedik folytatás nagyon keveset tud nyújtani”.
Stephen Holden kritikus szerint „talán ez az eddigi legostobább epizódja a népszerű Karate kölyök-sorozatnak”, a film „még csak meg sem kísérli a hihetőség felszínes látszatát elérni”. Holden az egyetlen pozitívumként Swank megnyerő debütálását emelte ki.
A 2005-ös DVD-megjelenés alkalmából írt cikkében a Variety magazin „szokásos felnövéstörténetnek” nevezte a filmet, de szintén méltatta Swank „merész elszántságát és atletikus energiáját”, összehasonlítva azt a későbbi Millió dolláros bébi főszerepével.

## Fordítás
- Ez a szócikk részben vagy egészben  a   The Next Karate Kid című angol Wikipédia-szócikk fordításán alapul.  Az eredeti cikk szerkesztőit annak laptörténete sorolja fel. Ez a jelzés csupán a megfogalmazás eredetét és a szerzői jogokat jelzi, nem szolgál a cikkben szereplő információk forrásmegjelöléseként.